# Еверттон Араужо
Еверттон Араужо (порт. Evertton Araújo, нар. 28 лютого 2003) — бразильський футболіст, півзахисник клубу «Фламенго». Виступав також за клуб «Волта-Редонда».
Володар Кубка Бразилії та Суперкубка Бразилії, дворазовий переможець Ліги Каріока.

## Ігрова кар'єра
Еверттон Араужо народився 2003 року. Займався в юнацьких командах низки бразильських футбольних клубів. У професійному футболі дебютував 2022 року виступами за команду «Волта-Редонда». Наступного року Араужо перейшов до клубу «Фламенго». у складі команди футболіст двічі став переможцем Ліги Каріока, у 2024 році став володарем Кубка Бразилії. а в 2025 році став володарем Суперкубка Бразилії.

## Титули і досягнення
- Володар Кубка Бразилії (1):

«Фламенго»: 2024
- Володар Суперкубка Бразилії (1):

«Фламенго»: 2025
- Переможець Ліги Каріока (2):

«Фламенго»: 2024, 2025